# Liechtenstein na Zimowych Igrzyskach Olimpijskich 1976
Liechtenstein na Zimowych Igrzyskach Olimpijskich 1976 reprezentowało dziewięcioro zawodników. Dwoje spośród nich zdobyło medale olimpijskie w narciarstwie alpejskim. Byli to: Hanni Wenzel i Willi Frommelt. Oboje wywalczyli brązowe medale.

## Kadra

### Narciarstwo alpejskie

#### Mężczyźni
| Zawodnik       | Konkurencja | Konkurencja | Konkurencja       | Konkurencja                 | Konkurencja                 | Konkurencja                 | Konkurencja       | Konkurencja       | Konkurencja      | Konkurencja      |
| Zawodnik       | Zjazd       | Zjazd       | Slalom gigant     | Slalom gigant               | Slalom gigant               | Slalom gigant               | Slalom specjalny  | Slalom specjalny  | Slalom specjalny | Slalom specjalny |
| Zawodnik       | Czas        | Pozycja     | Czas 1. przejazdu | Czas 2. przejazdu           | Czas łączny                 | Pozycje                     | Czas 1. przejazdu | Czas 2. przejazdu | Czas łączny      | Pozycja          |
| -------------- | ----------- | ----------- | ----------------- | --------------------------- | --------------------------- | --------------------------- | ----------------- | ----------------- | ---------------- | ---------------- |
| Willi Frommelt | 1:48,92     | 21.         | 1:48,44           | 1:47,27                     | 3:35,71                     | 17.                         | 59,98             | 1:04,30           | 2:04,28          | brąz             |
| Andreas Wenzel | 1:50,08     | 28.         | 1:48,53           | 1:47,72                     | 3:36,25                     | 20.                         | 1:02,51           | 1:06,22           | 2:08,73          | 10.              |
| Paul Frommelt  |             |             | 1:52,69           | Nie ukończył 2-go przejazdu | Nie ukończył 2-go przejazdu | Nie ukończył 2-go przejazdu |                   |                   |                  |                  |

#### Kobiety
| Zawodniczka    | Konkurencja | Konkurencja | Konkurencja   | Konkurencja   | Konkurencja       | Konkurencja       | Konkurencja      | Konkurencja      |
| Zawodniczka    | Zjazd       | Zjazd       | Slalom gigant | Slalom gigant | Slalom specjalny  | Slalom specjalny  | Slalom specjalny | Slalom specjalny |
| Zawodniczka    | Czas        | Pozycja     | Czas          | Pozycja       | Czas 1. przejazdu | Czas 2. przejazdu | Czas łączny      | Pozycja          |
| -------------- | ----------- | ----------- | ------------- | ------------- | ----------------- | ----------------- | ---------------- | ---------------- |
| Hanni Wenzel   | 1:49,17     | 11.         | 1:31,83       | 20.           | 47,75             | 44,45             | 1:32,20          | brąz             |
| Ursula Konzett | 1:51,53     | 24.         | 1:31,59       | 18.           | 48,82             | 47,53             | 1:36,35          | 11.              |

### Biegi narciarskie

#### Kobiety
| Zawodnik         | Konkurencja   | czas     | Pozycja |
| ---------------- | ------------- | -------- | ------- |
| Claudia Sprenger | Bieg na 5 km  | 19:51,66 | 40.     |
| Claudia Sprenger | Bieg na 10 km | 34:57,03 | 38.     |

### Saneczkarstwo

#### Mężczyźni
| Zawodnik                   | Konkurencja | Ślizg 1                  | Ślizg 2                  | Ślizg 3                  | Ślizg 4                  | Łącznie                  | Pozycja                  |
| -------------------------- | ----------- | ------------------------ | ------------------------ | ------------------------ | ------------------------ | ------------------------ | ------------------------ |
| Max Beck                   | Jedynki     | 56,748                   | 55,388                   | 56,614                   | 57,032                   | 3:44,782                 | 32.                      |
| Rainer Gassner             | Jedynki     | Nie ukończył 1-go ślizgu | Nie ukończył 1-go ślizgu | Nie ukończył 1-go ślizgu | Nie ukończył 1-go ślizgu | Nie ukończył konkurencji | Nie ukończył konkurencji |
| Wolfgang Schädler          | Jedynki     | 56,858                   | 56,185                   | 55,755                   | Nie ikończył 4-go ślizgu | Nie ukończył konkurencji | Nie ukończył konkurencji |
| Max Beck Wolfgang Schädler | Dwójki      | 45,517                   | 45,272                   |                          |                          | 1:30,789                 | 19.                      |